# (4497) Taguchi
(4497) Taguchi ist ein Asteroid des Hauptgürtels, der am 4. Januar 1989 von den japanischen Astronomen Kin Endate und Kazurō Watanabe am Kitami-Observatorium (IAU-Code 400) entdeckt wurde.
Der Asteroid wurde nach Takeo Taguchi, einem japanischen Polierer für Teleskopspiegel, benannt.